# Helga Hošková-Weissová
Helga Hošková-Weissová (ur. 10 listopada 1929 w Pradze) – czeska malarka żydowskiego pochodzenia.

## Życiorys
Helga Weissová urodziła się w zasymilowanej rodzinie żydowskiej. Po zajęciu Czechosłowacji przez Niemcy jej rodzina była prześladowana z powodu swojego pochodzenia. W grudniu 1941 roku została wraz z rodziną zesłana do getta w Terezínie, gdzie prowadziła dziennik i sporządziła ponad setkę rysunków dokumentujących życie codzienne. W październiku 1944 roku rodzinę zesłano do obozu Auschwitz, gdzie ojciec Helgi został zamordowany w komorze gazowej. Kilkunastoletnia Helga wraz z matką trafiła następnie do zakładów przemysłowych we Freibergu. W kwietniu 1945 roku przeżyły marsz śmierci do Mauthausen, gdzie zostały wyzwolone 5 maja.
Po wojnie Weissová uczyła się w szkołach plastycznych grafiki, a od 1950 roku studiowała na Akademii Sztuk Pięknych w Pradze, u profesora Emila Filli. W 1965 roku wyjechała na stypendium do Izraela, gdzie pracowała nad swoją paletą kolorów i stworzyła serię obrazów, które wystawiono wiosną 1968 roku w Pradze. Po stłumieniu praskiej wiosny przestała na kilka lat malować, uczyła też w szkole plastycznej.
Po kilku latach wróciła do malowania, w jej sztuce dominowały tematy wojny, Holocaustu i katastrof.
20 marca 2013 roku nakładem wydawnictwa Insignis Media ukazały się okupacyjne wspomnienia Helgi Hoškovej-Weissovej w tłumaczeniu Aleksandra Kaczorowskiego, zatytułowane Dziennik Helgi, które zaczęła spisywać w 1938 roku, mając niespełna dziewięć lat.

## Odznaczenia
- Medal Za Zasługi Republiki Czech (2009)
- Medal Josefa Hlávki (2009)